# Scrophularia atropatana
Scrophularia atropatana är en flenörtsväxtart som beskrevs av Aleksandr Alfonsovitj Grossgejm. Scrophularia atropatana ingår i släktet flenörter, och familjen flenörtsväxter. Inga underarter finns listade i Catalogue of Life.